# USS Boston (1982)
De USS Boston (SSN-703) was een kernonderzeeër van de Los Angelesklasse en kreeg als zevende boot van de United States Navy de naam van de stad Boston, Massachusetts.

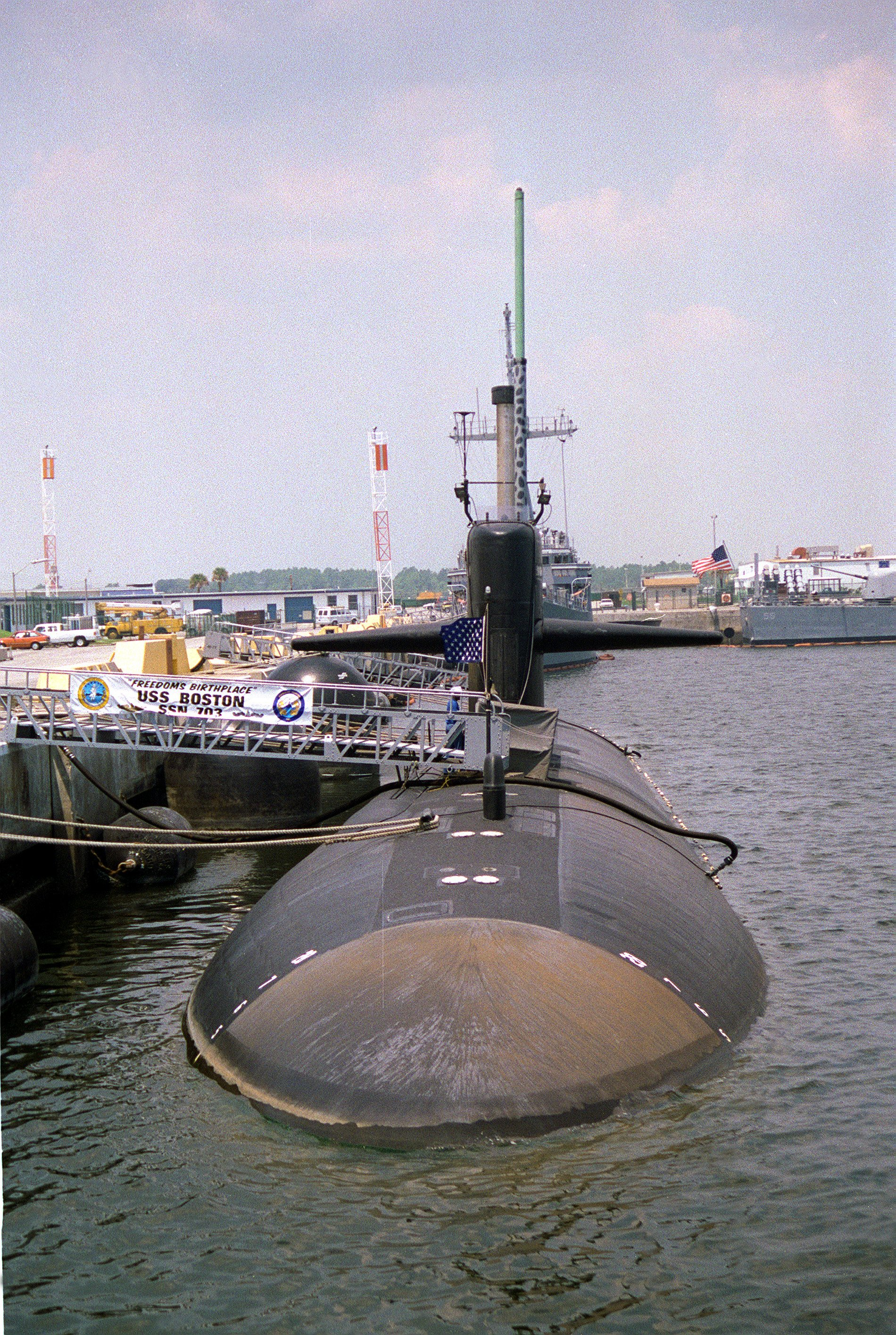
De USS Boston (SSN-703)

## Geschiedenis
Op 10 december 1973 werd het contract om de USS Boston te bouwen toegekend aan de divisie Electric Boat van General Dynamics in Groton, Connecticut.
Haar kiel werd gelegd op 11 augustus 1978. De tewaterlating gebeurde op 19 april 1980 en de scheepsdoop door de echtgenote van Edward Hidalgo en in dienst gesteld op 30 januari 1982, met kapitein-ter-zee John M. Barr als bevelhebber.
In 1998 diende de USS Boston (SSN-703) in de UNITAS, Zuid-Amerika, in de Amerikaanse Navy-vlootopstelling. Het embleem van de atoomonderzeeboot heeft het motto: "Freedom's Birthplace" - Geboorteplaats van de Vrijheid, met in het blauwe omkranste gele band, een gewapende Amerikaanse koloniaal uit de 18e eeuw. Bovenaan in de gele band: United States Ship Boston en onderaan SSN-703.

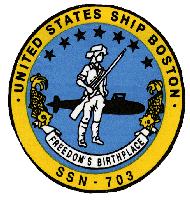
Het insigne van de USS Boston (SSN-703)

### Uit dienst genomen
De USS Boston (SSN-703) werd aanvankelijk uit dienst genomen op 19 november 1999, na 17 jaren actieve dienst en geschrapt van het Naval Vessel Register op diezelfde datum. De ex-Boston werd binnengeloodst in het Nuclear Powered Ship and Submarine Recycling Program (SRP), het nucleaire ontmantelings- en recyclageprogramma voor atoomaangedreven onderzeeboten in Bremerton, Washington, op 1 oktober 2001 en op 19 september 2002 hield haar innerlijk bestaan op. Haar torenromp en roeren werden bewaard voor tentoonstelling in het Buffalo en Erie County Naval & Militairy Park in Buffalo in New York.

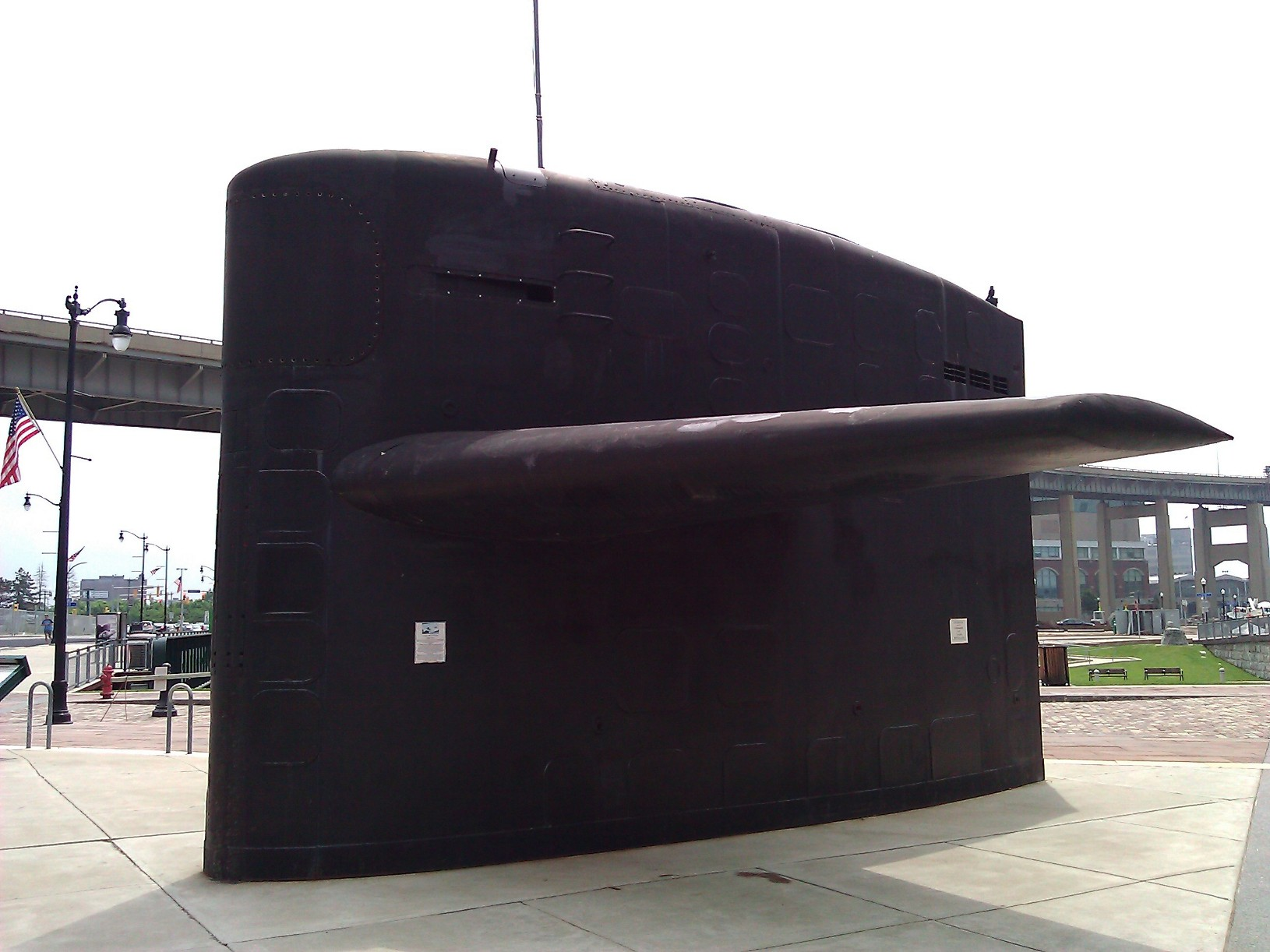
De torenromp en roeren in het Buffalo en Erie County Naval & Militairy Park in Buffalo in New York

## Huldigingen
De USS Boston (SSN-703) werd het meest gedecoreerde schip. De bemanning onderscheidde zichzelf een aantal keren door haar opmerkelijke verdiensten en haar uitzonderlijke doorzettingsvermogens. Decoraties waren onder andere de Arleigh Burke Fleet Award en de Marjorie Sterrett Battleship Fund Award, welke beide worden uitgereikt aan een schip in de Stille Oceaan en een schip in de Atlantische Oceaan. Haar andere medailles zijn:
- 1983: CINCLANTFLT Golden Anchor Award, Red "E" voor haar uitstekende technische diensten, Meritorious Unit Commendation
- 1984: Battle Efficiency "E" Ribbon, Arleigh Burke Award Nominatie voor haar grootste vooruitgang in strijdvaardigheid, Meritorious Unit Commendation
- 1985: Battle Efficiency "E" Ribbon, Red "E" voor haar uitstekende technische diensttaken, Green "C" voor haar excellente communicatie en samenwerking, Silver Anchor Award, Meritorious Unit Commendation
- 1986: Green "C" voor uitstekende Communicatie en samenwerking, Red "E" voor excellente technologische diensten
- 1987: Yellow "M" for Medical Excellence, CINCLANFLT Silver Anchor Award, CINCLANFLT Golden Anchor Award Runner-up
- 1988: CINCLANFLT Silver Anchor Award (Zilveren Anker-huldiging)
- 1989: CINLANFLT Silver Anchor Award
- 1990: Green "C" voor uitstekende communicatie
- 1991: Supply Blue "E" voor haar uitstekende ondersteuning, Meritorious Unit Commendation
- 1993: White Tactical "T" voor haar tactvolle doeltreffendheid
- 1995: Battle Efficiency "E" Ribbon, Meritorious Unit Commendation, Arleigh Burke Award voor grootse vooruitgang in gevechtseenheid
- 1996: Battle Efficiency "E" Ribbon, Meritorious Unit Commendation, Marjorie Sterrett Battleship Fund Award voor het meest strijdvaardige schip in de Atlantische Vloot.
- 1997: Deelnemend Meritorious Unit Commendation, Red "DC" voor haar uitstekende schadebeperking
- 1998: Red en Green "N" voor haar uitstekende navigatie

## In populaire cultuur
De USS Boston verscheen in de roman van Tom Clancy "Red Storm Rising" uit 1986, (Ned. vertaling (1987); "Operatie Rode Storm"). Daar lanceerde ze haar kruisvluchtwapens tegen een militaire luchtmachtbasis in een gebied ergens in de Sovjet-Unie. Ze werd echter tot zinken gebracht door een torpedo van een Alfa-klasse-onderzeeër.

## USS Boston (SSN-703)
- Type: kernonderzeeër - Los Angeles-klasse - U.S. Navy
- Gepland: 10 december 1973
- Gebouwd: 11 augustus 1978
- Werf: Electric Boat van General Dynamics te Groton (Connecticut)
- Tewaterlating: 19 april 1980
- In dienst gesteld: 30 januari 1982
- Uit dienst gesteld: 19 november 1999
- Eindbestemming: onderzeebootrecyclage - Bremerton, Washington
- Geschrapt: 19 november 1999

### Algemene kenmerken
- Waterverplaatsing: 5.779 ton leeg - 6.150 ton geladen - 371 ton volledig leeg
- Lengte: 110,30 m
- Breedte: 10 m
- Diepgang: 10 m
- Vermogen: een S6G-drukwaterreactor
- Bemanning: 12 officieren en 115 matrozen
- Leuze: "Freedom's Birthplace"

### Bewapening
- 4 x 533-mm torpedobuizen
- Mark 48 ADCAP-torpedo's
- Tomahawk-kruisvluchtwapens
- Mark 67 zeemijnen
- Mark 60 zeemijnen